# Otto al II-lea de Meissen
Otto al II-lea, supranumit cel Bogat (n. 1125 – d. 18 februarie 1190) a fost margraf de Meissen din 1157 până la moarte.
Tatăl lui Otto a fost Conrad cel Mare, margraf de Meissen. Otto a fost căsătorit cu Hedviga de Brandenburg, fiica lui Albert Ursul, margraf de Brandenburg, cu care a avut patru copii:
- Albert (1158–1195), căsătorit cu Sofia de Boemia;
- Adelaida de Meissen (1160–1211), căsătorită cu regele Ottokar I al Boemiei;
- Theodoric I cel Asuprit (1162–1221), căsătorit cu Jutta de Turingia;
- Sofia, căsătorită cu ducele Udalrich al II-lea de Moravia.